# Ipiales
Ipiales là một khu tự quản thuộc tỉnh Nariño, Colombia. Thủ phủ của khu tự quản Ipiales đóng tại Ipiales Khu tự quản Ipiales có diện tích 1642 ki lô mét vuông. Đến thời điểm ngày 28 tháng 5 năm 2005, khu tự quản Ipiales có dân số 74495 người.